# Yuli Jaritón
Yuli Borísovich Jaritón (en ruso Ю́лий Бори́сович Харито́н, en inglés transliterado Yulii (o Yuli) Borisovich Khariton, nacido el 14 de febrerojul./ 27 de febrero de 1904greg. en San Petersburgo, † 18 de diciembre de 1996 en Sarov) fue un físico ruso, trabajó en el Programa soviético de las armas nucleares.

## Biografía
Jaritón provenía de los círculos intelectuales judíos en San Petersburgo, su padre era periodista (y director de la Casa de Escritores en San Petersburgo), su madre actriz. Estudió desde 1920 en el Instituto Politécnico de San Petersburgo y en 1921 fue invitado por Nikolái Semiónov, al departamento de fisicoquímica en el Instituto Físico-Técnico (más tarde Instituto Físico-Técnico Ioffe), trabajó para Abram Ioffe. De 1926 a 1928 estuvo con Ernest Rutherford y John Chadwick en Cambridge en el famoso Laboratorio Cavendish. En la década de 1930 trabajó en el Instituto Joffe a través de Física Nuclear (1929-1939 fue director del Laboratorio de Química Física y explosivos en el instituto (en el ámbito académico el Instituto se amplió en ese momento). A finales de 1930, calculó, con Yákov Zeldóvich, las condiciones para una reacción en cadena de uranio y la masa crítica. Durante la Segunda Guerra Mundial trabajó en armas antitanque y el costo explosivos.

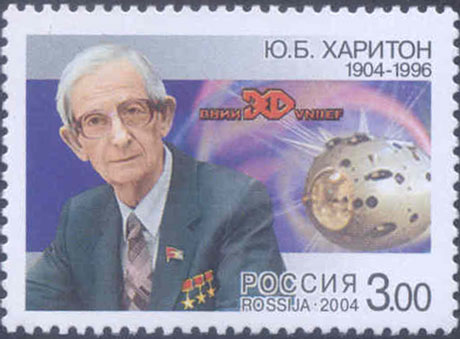
Sello dedicado a Yuli Jaritón en el centenario de su nacimiento

En la década de 1940 él era el diseñador jefe del programa soviético de las armas nucleares a las órdenes de Ígor Kurchátov, que era sólo un año mayor que Jaritón y su amigo (Jaritón estuvo presente cuando Kurchátov murió 1960 en un banco del parque). Fue el primer director científico del centro de investigación nuclear secreta en Sarov  con el nombre en código Arzamás-16, que fundó en 1946. Durante 45 años, hasta 1992, cuando se jubiló, fue la máxima autoridad. Durante este tiempo, Andréi Sájarov, y otros zeldóviches, desarrollaron la bomba de hidrógeno en la Unión Soviética. Recibió tres premios de Héroe del Trabajo Socialista (1949, 1951, 1954), una Orden de Lenin (1956) y tres del Premio Estatal de la URSS (1949, 1951, 1953). También recibió una Medalla Kurchátov (1974) y una Gran Medalla de Oro de M. V. Lomonósov en (1982).
Se casó y tuvo una hija. 
Se encuentra enterrado en el Cementerio Novodévichi en Moscú.

## Literatura
- David Holloway: Stalin y la Bomba. 1994

## Enlaces
- Biografía
- Foto
- Obituario en The Independent
- Biografía (enlace roto disponible en Internet Archive; véase el historial, la primera versión y la última). in la Gran Enciclopedia Soviética